# Championnat du Danemark de football 1991
Navigation
Saison précédente Saison suivante
La saison 1991 du Championnat du Danemark de football était la 78e édition du championnat de première division au Danemark. Les 10 meilleurs clubs du pays sont regroupés au sein d'un poule unique, la nouvelle Superligaen, où chaque formation rencontre tous ses adversaires 2 fois. En effet, afin de permettre le passage du championnat d'un calendrier "nordique" à un calendrier plus méridional, un championnat raccourci est joué au printemps 1991. Le dernier du classement est relégué et l'avant-dernier dispute un barrage face au 2e du championnat de D2.
C'est le Brøndby IF, champion du Danemark en titre, qui remporte la compétition en terminant en tête de la poule. C'est le 5e titre de champion du Danemark de l'histoire du club.

## Les 10 clubs participants
| - Boldklubben 1903 - BK Frem Copenhague - AGF Aarhus - Ikast FS - Silkeborg IF | - Vejle BK - OB Odense - Lyngby BK - Brondby IF - AaB Aalborg |

## Compétition

### Classement
Le barème utilisé pour établir le classement est le suivant :
- Victoire : 2 points
- Match nul : 1 point
- Défaite : 0 point

| Rang | Équipe             | Pts | J  | G  | N  | P  | Bp | Bc | Diff |
| ---- | ------------------ | --- | -- | -- | -- | -- | -- | -- | ---- |
| 1    | Brøndby IF (T)     | 26  | 18 | 10 | 6  | 2  | 26 | 15 | +11  |
| 2    | Lyngby BK          | 24  | 18 | 10 | 4  | 4  | 35 | 18 | +17  |
| 3    | AGF Aarhus         | 20  | 18 | 6  | 8  | 4  | 29 | 26 | +3   |
| 4    | BK Frem Copenhague | 19  | 18 | 6  | 7  | 5  | 25 | 24 | +1   |
| 5    | OB Odense (C)      | 17  | 18 | 3  | 11 | 4  | 21 | 20 | +1   |
| 6    | AaB Aalborg        | 17  | 18 | 6  | 5  | 7  | 29 | 33 | -4   |
| 7    | Boldklubben 1903   | 16  | 18 | 6  | 4  | 8  | 19 | 18 | +1   |
| 8    | Vejle BK           | 16  | 18 | 5  | 6  | 7  | 20 | 22 | -2   |
| 9    | Silkeborg IF       | 15  | 18 | 4  | 7  | 7  | 23 | 33 | -10  |
| 10   | Ikast FS           | 10  | 18 | 3  | 4  | 11 | 9  | 27 | -18  |

|  | Champion du Danemark 1991                                                                      |
|  | Qualification pour la Coupe des Coupes 1991-1992                                               |
|  | Participation au barrage de promotion-relégation                                               |
|  | Relégation en deuxième division                                                                |
|  | (T) : Tenant du titre (C) : Vainqueur de la Coupe du Danemark (P) : Promu de deuxième division |

### Matchs
| Résultats (▼dom., ►ext.) | AGF | B1903 | Brøn | Frem | Ikas | Lyng | OB  | Silk | Vejl | AaB |
| AGF Aarhus               |     | 2-1   | 1-2  | 2-1  | 3-2  | 1-1  | 3-1 | 2-1  | 0-0  | 6-1 |
| Boldklubben 1903         | 0-0 |       | 0-1  | 0-1  | 0-0  | 2-0  | 0-0 | 1-1  | 3-0  | 4-1 |
| Brøndby IF               | 0-0 | 1-0   |      | 4-1  | 2-1  | 0-3  | 0-0 | 2-1  | 3-0  | 2-2 |
| BK Frem Copenhague       | 2-2 | 1-2   | 1-1  |      | 1-0  | 2-1  | 3-0 | 2-2  | 1-1  | 1-2 |
| Ikast FS                 | 1-1 | 1-0   | 0-1  | 2-1  |      | 1-0  | 0-0 | 1-2  | 0-2  | 0-0 |
| Lyngby BK                | 2-1 | 4-1   | 1-1  | 1-1  | 5-0  |      | 1-0 | 5-2  | 1-0  | 2-0 |
| OB Odense                | 0-0 | 0-0   | 1-1  | 1-1  | 3-0  | 1-1  |     | 6-0  | 4-1  | 1-1 |
| Silkeborg IF             | 3-3 | 0-1   | 1-0  | 1-1  | 1-0  | 4-3  | 2-2 |      | 0-0  | 1-1 |
| Vejle BK                 | 1-1 | 1-0   | 1-3  | 1-2  | 3-0  | 0-2  | 0-0 | 1-0  |      | 5-1 |
| AaB Aalborg              | 4-1 | 4-1   | 0-2  | 1-2  | 2-0  | 1-2  | 5-1 | 2-1  | 1-1  |     |

#### Barrage de promotion-relégation
| Équipe 1          | Résultat | Équipe 2           | Aller | Retour |
| ----------------- | -------- | ------------------ | ----- | ------ |
| Silkeborg IF (D1) | 5 - 4    | B 1909 Odense (D2) | 3 - 4 | 2 - 0  |

## Bilan de la saison
| Championnat du Danemark de football 1991 |                            |
| Champion                                 | Brøndby IF (5e titre)      |
| Coupes et trophées                       |                            |
| Vainqueur de la Coupe du Danemark 1991   | OB Odense                  |
| Qualifications continentales             |                            |
| Ligue des clubs champions 1992-1993      | Pas de qualification en C1 |
| Coupe des Coupes 1991-1992               | OB Odense                  |
| Promotions et relégations                |                            |
| Promus en Superligaen                    | Næstved IF                 |
| Relégués en 1.division                   | Ikast FS                   |